# 철완 짐
《철완 짐》(영어: Gentleman Jim)은 미국에서 제작된 라울 월시 감독의 1942년 전기 스포츠 드라마 영화이다. 권투 선수 제임스 J. 코빗이 1894년 처음 발표한 자서전이 원작이다. 에럴 플린 등이 출연하였고, 로버트 버크너 등이 제작에 참여하였다.

## 출연진
- 에럴 플린
- 알렉시스 스미스
- 잭 카슨
- 앨런 헤일
- 존 로더
- 윌리엄 프롤리
- 마이너 왓슨
- 워드 본드
- 매들린 러보
- 리스 윌리엄스
- 아서 실즈
- 도러시 본
- 프랭크 메이오
- 마이크 머저키
- 토어 존슨

## 기타 제작진
- 세트: 클래런스 스틴슨
- 의상: 마일로 앤더슨